# Musoniola vicina
Musoniola vicina es una especie de mantis de la familia Thespidae.

## Distribución geográfica
Se encuentra en Nicaragua.